# Nash Metropolitan
El Nash Metropolitan es un automóvil económico fabricado primero por Austin y más adelante por BMC para la compañía estadounidense Nash Motors, vendido inicialmente solo en los Estados Unidos y en Canadá entre 1954 y 1962.

## Historia
El Metropolitan se puede encuadrar en dos clases de vehículos: coches de bajo consumo y coches subcompactos. En la terminología actual utilizada en Estados Unidos se puede considerar "un subcompacto", aunque todavía no se había definido esta categoría cuando se fabricaba el coche. En aquel tiempo, y de forma diversa fue clasificado, por ejemplo como "coche pequeño" o como "coche de bajo consumo". El Metropolitan también fue vendido como Hudson cuando Nash Motors y Hudson Motor Company se fusionaron en 1954 para formar la American Motor Corporation (AMC), y más adelante operó como marca independiente durante los años siguientes, tanto en el Reino Unido como en otros mercados.

## Diseño

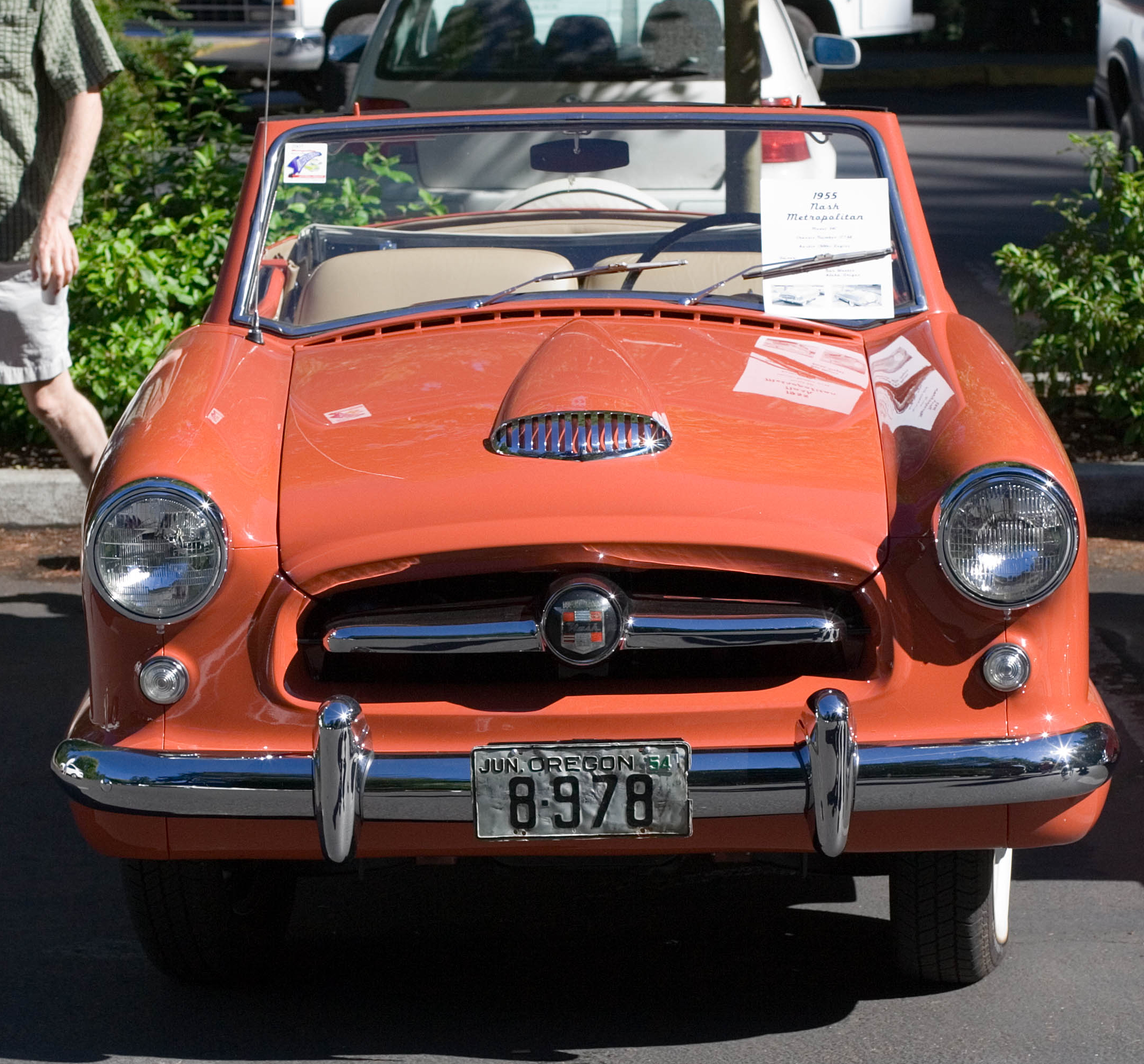
Frontal de un Metropolitan

Mientras la mayoría de los fabricantes estadounidenses de automóviles seguían la filosofía de "mientras más grande mejor", los ejecutivos de Nash examinaban el mercado para ofrecer una alternativa de transporte económica a los compradores estadounidenses. El Metropolitan se diseñó en EE. UU. a partir de un prototipo, el NXI (Nash Experimental Internacional), construido por el diseñador independiente William J. Flajole para Nash-Kelvinator. Se concibió como un "coche de uso personal para alguien que vive fuera de la ciudad", con la apariencia de un Nash grande, pero a menor escala. Contaba con una distancia entre ejes menor que la de un Volkswagen Escarabajo.
El estudio de diseño de NXI incorporó muchos rasgos innovadores, e intentó aprovechar el uso de componentes intercambiables entre la parte delantera y la trasera (finalmente, los paneles de las puertas simétricos serían los únicos elementos permutables que se adoptarían durante la producción en serie). Aunque más complejo, el nuevo vehículo también incorporó en su construcción una avanzada carrocería monocasco, técnica en la que Nash tenía una gran experiencia. Se presentó en algunas exhibiciones de prototipos a partir del 4 de enero de 1950 en el Hotel Waldorf-Astoria de Nueva York, para observar la reacción del público ante un coche de este tamaño. El resultado de estas exhibiciones convenció a Nash de que realmente tenía un mercado si podía construirse a un precio competitivo.